# Пармениан Карфагенский
Пармениа́н Карфаге́нский (лат. Parmenianus Carthaginiensis; ум. ок. 392) — донатистский епископ Карфагенский, третий глава донатского движения, преемник Доната Великого. При нём и его усилиями донатизм в 370-е — 380-е годы достиг наивысшего расцвета.
Не ограничиваясь только исполнением епископских обязанностей, был также писателем-апологетои и гимнографом. Он написал несколько работ, защищающих ригористические взгляды донатистов, и признан «самым известным Донатистским писателем своего времени», но ни одно из его произведений не сохранилось.

## Биография
Оптат Милевитский, антидонатистский полемист и современник Пармениана, называет его перегрином, имея в виду, что он, вероятно, не был уроженцем Африки. Местом рождения Пармениана могла быть любая провинция Римской империи, хотя, конечно, более вероятны близлежащие области — Италия, Испания или Галлия. Год рождения Пармениана также неизвестен, однако предположительно он был ровесником Оптата Милевитского, родившегося в 320-е годы.
Точно неизвестно, когда Пармениан присоединился к донатистам. Согласно Николаю Кутепову, это произошло ещё до эдикта 347 года, когда донатизм был объявлен вне закона, Пармениан, путешествуя по Северной Африке, стал приверженцем Доната, а впоследствии вместе с ним отправился в ссылку согласно эдикту об изгнании представителей донатистского клира и о передаче их церквей кафоликам, изданному в августе 347 года. По другой, более распространенной версии, Пармениан знакомится с учением донатистов и с самим Донатом во время ссылки последнего. Точно известно, что именно Пармениан после смерти Доната в 355 году возглавил партию донатистов в изгнании. Логично предположить, что он выделялся из своего окружения личными качествами и образованностью. Вместе со своей общиной Пармениан оставался в ссылке несколько лет.
В 361 году император Юлиан Отступник ради поощрения распрей в рядах ненавистных ему христиан прекратил репрессии против донатистов. В 362 году Пармениан вернулся по указу Юлиана, который разрешил изгнанным епископам вернуться на свои кафедры. По прибытии в Карфаген Пармениан становится предводителем всего донатистского движения в Северной Африке. Скорее всего, Пармениан был уже хорошо известен, поскольку неизвестно о каких-то разногласиях по поводу его избрания епископом Карфагена.
Когда Пармениан пришёл в Карфаген, донатизм, уже пятнадцать лет как запрещённый, был представлен весьма малым числом последователей и почти прекратил существование как централизованная структура, но благодаря активным действиям Пармениана и его сподвижников, вновь начал распространяться. Донатисты, мстя за годы гонений и унижений, начали активно применять насилие против своих оппонентов. Это вызвало разделение в донатистской среде: в 360-х годах от донатистов отделились рогатисты, получившие название по имени епископа города Картенны по имени Рогат (Rogatus). Рогатисты декларировали приверженность пацифизму, сакраментальной и личной чистоте.
Несмотря на отделение рогатистов, донатизм продолжил развиваться и укрепляться. В 370—380-х годах донатистское движение достигло пика. За тридцать лет пребывания на Карфагенской кафедре Пармениан активной пропагандой своего учения смог увеличить число донатистов в несколько раз, а в Нумидии они количественно превзошли приверженцев официальной Церкви, которых именовали кафоликами. Пармениан известен как составитель сборника псалмов, пользовавшегося популярностью среди донатистов. В 380-х годах от Пармениана отделились сторонники донатистского писателя и экзегета Тихония. Несмотря на отпадение рогатистов и партии Тихония, единство общины под руководством Пармениана в целом оставалось непоколебимым. Донатисты опережали кафоликов по количеству не только епископов и приходов, но и писателей. Даже один из императорский викариев в Северной Африке, Флавиан (ок. 377), был донатистом. Клавдиан был провозглашен донатистами епископом Римским в противовес епископу Дамасию и пробыл в Риме до 378 года. После Римского собора 386 года все оставшиеся донатисты присоединились к канонической («кафолической») Церкви.
Примерно в это же время, если не раньше, он опубликовал работу в пяти частях, защищающую Донатизм (Adversus ecclesiam traditorum), ответом на которую является трактат Оптата. Примерно в 372 году он написал книгу против Тикония. В неизвестный год во время своего епископства он руководил собором епископов-донатистов, который сделал важное заявление о возрождении traditores.
Пармениан умер, и ему наследовал Примиан примерно в 392 году.

## Сочинения
Наиболее влиятельная работа пармениана была написана около 362 года и озаглавлена «Против церкви традиторов» («Adversus ecclesiam traditorum»). Хотя она была утеряна, она, по-видимому, была широко прочитана его современными противниками из числа кафоликов. Оптат опубликовал свой главный труд «О расколе донатистов» («De schismate Donatistarum») в ответ на сочинение Пармениана. Судя по ответу Оптата, мы можем заключить, что Пармениан придерживался стандартной ригористической позиции донатистов, что «жертва грешника осквернена», и что крещение не может быть достоверно даровано грешником, таким как один из традиторов. Однако, даже оспаривая его взгляды, Оптат называет Пармениана не еретиком, а скорее «братом». По мнению Оптата, в ад попадают только язычники и еретики; он верил, что раскольники и все кафолики в конце концов будут спасены после необходимого чистилища.
Около 372 года Тиконий, мирянин-Экзегет, написал книгу, в которой осудил взгляды Пармениана, но не отказался от своей преданности партии донатистов. Пармениан отвечал, осуждая учение Тикония как тяготеющее к соединению «истинной Церкви» (то есть донатистов) с «развращённой», кафолической церковью, особенно её африканской частью.
Даже если Пармениан оказался более крайним, чем Тиконий, его можно считать относительно умеренным Донатистом по той причине, что он не требовал повторного крещения всех новообращённых, а только тех, кто принял своё первое крещение как кафолики. Этот умеренный ригоризм прослеживается далее в решении Собора 270 епископов-донатистов, созванного в Карфагене во время епископства Пармениана. После 75 дней раздумий собор, наконец, постановил, что традиторы, даже если они откажутся от перекрещивания, должны быть допущены к причастию.
Книга пармениана против Тикония попала в руки Августина, который, по просьбе своих друзей, выступил против ее взглядов в трактате в трех книгах (contra Parmenianum), написанном в 402—405 годах.
Отличительной чертой богословия Пармениана является его идея о том, что истинная Церковь (то есть Донатистская церковь) обладает семью дарами (Божественными дарами), которые служат доказательством ее чистоты и святости. Они были представлены в виде аллегорических символов, заимствованных из Песни Песней: собор («кафедра», представляющая власть); ангел («ангел», представляющий законно Освященного епископа); Дух (Святой Дух); источник (то есть истинное крещение); печать источника (которая исключает общение с любой другой церковью); и пупок («пупок», то есть центральная точка, должным образом освященный алтарь для жертвоприношения). Эти «дары» или знаки истинной Церкви были одновременно и гарантией ее истинности, и защитой от индивидуальной греховности некоторых ее членов.
Джеймс Александер считает эту образность развитием теологий Тертуллиана и Киприана, из которых Пармениан «выступает как консерватор… [и] Оптат, напротив, как новатор».